# Majonez Kielecki

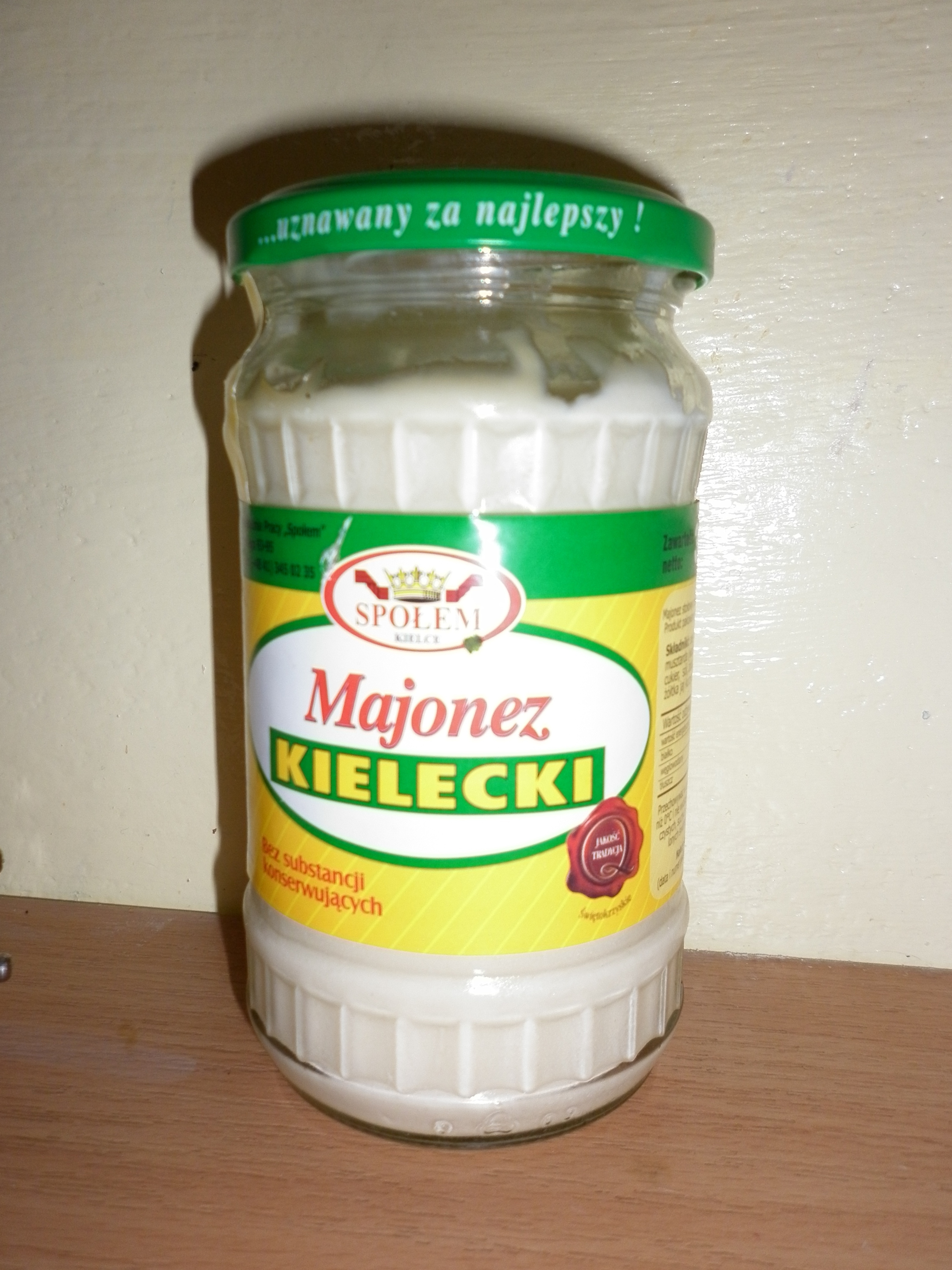
Majonez Kielecki

Majonez Kielecki – majonez produkowany przez Wytwórczą Spółdzielnię Pracy „Społem” w Kielcach. 

## Opis
Wynalazcą receptury Majonezu Kieleckiego był Zbigniew Zamojski, a homogenizator zaprojektował Rafał Ekielski. Jego produkcja rozpoczęła się w 1959 roku, pierwotnie pod marką Stołowy. Był pierwszym majonezem produkowanym w Polsce na skalę przemysłową. Od początku jest produkowany bez konserwantów, zagęszczaczy, aromatów i barwników, których w 1959 roku nie znano. Na podstawie składu i receptury Majonezu Kieleckiego została opracowana Polska Norma określająca majonez. 
Produkt dostępny jest w szklanych opakowaniach o pojemnościach: 170 ml, 310 ml, 410 ml, 500 ml oraz 700 ml. Wyróżnia się na rynku wysoką zawartością żółtek jaj oraz niską zawartością oleju rzepakowego.
Oprócz zwykłego Majonezu Kieleckiego produkowane są jeszcze trzy odmiany:
- Majonez Kielecki do dekoracji
- Majonez Kielecki Omega-3
- Majonez Kielecki z czosnkiem

Produkt posiada znak jakości Q oraz znak „Żywność atestowana”. Jego termin przydatności do spożycia wynosi 3 miesiące oraz 4 miesiące dla Majonezu Kieleckiego z czosnkiem.
Majonez Kielecki jest dostępny w takich państwach jak Wielka Brytania, Irlandia, Niemcy, Grecja, Rosja, Słowacja, Kazachstan, Azerbejdżan, Turkmenistan, Rumunia, Czechy, Stany Zjednoczone (największym zainteresowaniem cieszy się w Chicago), Australia oraz w republikach bałtyckich.
W 2021 Majonez Kielecki miał ok. 20-procentowy udział w polskim rynku majonezów pod względem wartości sprzedaży.

## Skład surowcowy
- olej rzepakowy rafinowany
- woda
- ocet
- gorczyca
- cukier
- sól
- zioła
- żółtka jaj kurzych (7,0%)

## Wartości odżywcze
100 ml majonezu zawiera:
- białko – 1,9 g
- tłuszcze – 68,0 g
- węglowodany przyswajalne – 2,2 g

Wartość energetyczna: 631 kcal / 2596 kJ